# Furcula placida
Furcula placida är en fjärilsart som beskrevs av Dyar 1892. Furcula placida ingår i släktet Furcula och familjen tandspinnare. Inga underarter finns listade i Catalogue of Life.